# BusLine LK
BusLine LK s.r.o. je český autobusový dopravce, který provozuje regionální a dálkovou dopravu v Libereckém kraji, v menší míře v Ústeckém a Královéhradeckém kraji. Patří mezi největší autobusové dopravce v České republice.[zdroj?]

## Historie

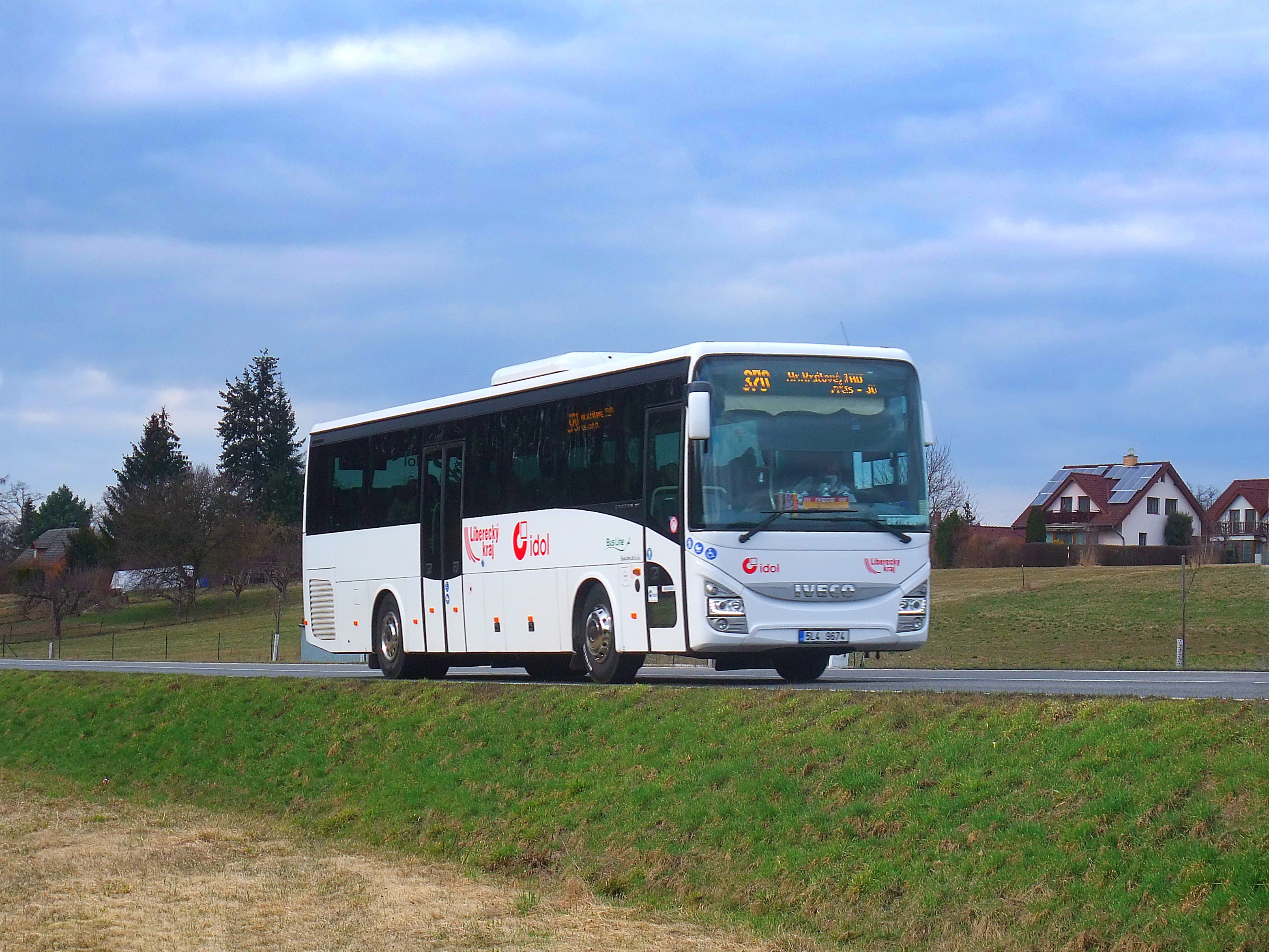
Iveco Crossway PRO 12M na dálkové lince mezi Libercem a Hradcem Králové

Společnost vznikla rozdělením společnosti BusLine a.s. do holdingového uspořádání BusLine holding. Dřívější název společnosti BL03 s.r.o. byl 1. října 2017 změněn na BusLine LK s.r.o. a od té doby se název nezměnil. V roce 2018 společnost získala desetiletou smlouvu na provozování autobusové dopravy v Libereckém kraji v oblastech Jablonecka, Semilska a Jilemnicka. Po dobu 3 měsíců provozovala městskou hromadnou dopravu v Jablonci nad Nisou po BusLine MHD, který fungoval jako subdodavatel pro DPMLJ, od března 2019 provoz převzal BusLine MHD Jablonecko, rovněž součást holdingu.

## Autobusová doprava
Společnost disponuje 5 středisky převážně na jihovýchodě Libereckého kraje (sever obsluhuje ČSAD Liberec a západ do 12/2021 ČSAD Česká Lípa, poté rovněž ČSAD Liberec) s celkovým počtem kolem 200 provozních autobusů, se kterými dopravce provozuje regionální a dálkovou dopravu.
Přehled středisek:
- Jablonec nad Nisou
- Jilemnice
- Semily
- Turnov
- Rokytnice nad Jizerou

### Regionální linky
BusLine LK provozuje přes 70 linek v Libereckém kraji, převážně v okresech Liberec, Semily a Jablonec nad Nisou. Dopravce na tyto linky nasazuje převážně své nízkopodlažní autobusy Iveco Crossway LE LINE 12M vyrobené v roce 2017 a 2018 a SOR CN vyrobené v rozmezí 2011 až 2015. V menší míře IVECO Crossway PRO, MAN Lion’s Regio, SKD, Irisbus, Solaris a SOR LH 12. Většina vozů je vybavena klimatizací a některé autobusy dokonce i bezplatným Wi-Fi připojením.[zdroj?]

### Městská hromadná doprava
MHD je provozována v Turnově a v Semilech (pouze okružní linka).
MHD v Turnově tvoří 3 linky, 2 v pracovní dny a 1 o víkendu. Provoz je zajišťován 3 autobusy, Iveco LE CITY 10.8M, SOR BN 10.5 a SOR CN 10.5.
- 301 Turnov - Turnov, Pelešany - Turnov, Mašov - Kacanovy[8][9]
- 302 Ohrazenice - Terminál - Maškova zahrada - Havlíčkovo náměstí - U Karla IV. - Nemocnice - Výšinka - Terminál - Ohrazenice
- 322 Ohrazenice - Terminál - Maškova zahrada - Havlíčkovo náměstí - U Karla IV. - Nemocnice - Výšinka - Terminál - Ohrazenice (víkendy)

MHD v Semilech tvoří jedna okružní linka. Provoz je zajišťován autobusem Dekstra LE 37.
- 505 Řeky - Žel. st. - Riegrovo nám. - Benešov u Semil - Nemocnice - Aut. nádr. - Řeky.

### Dálkové linky

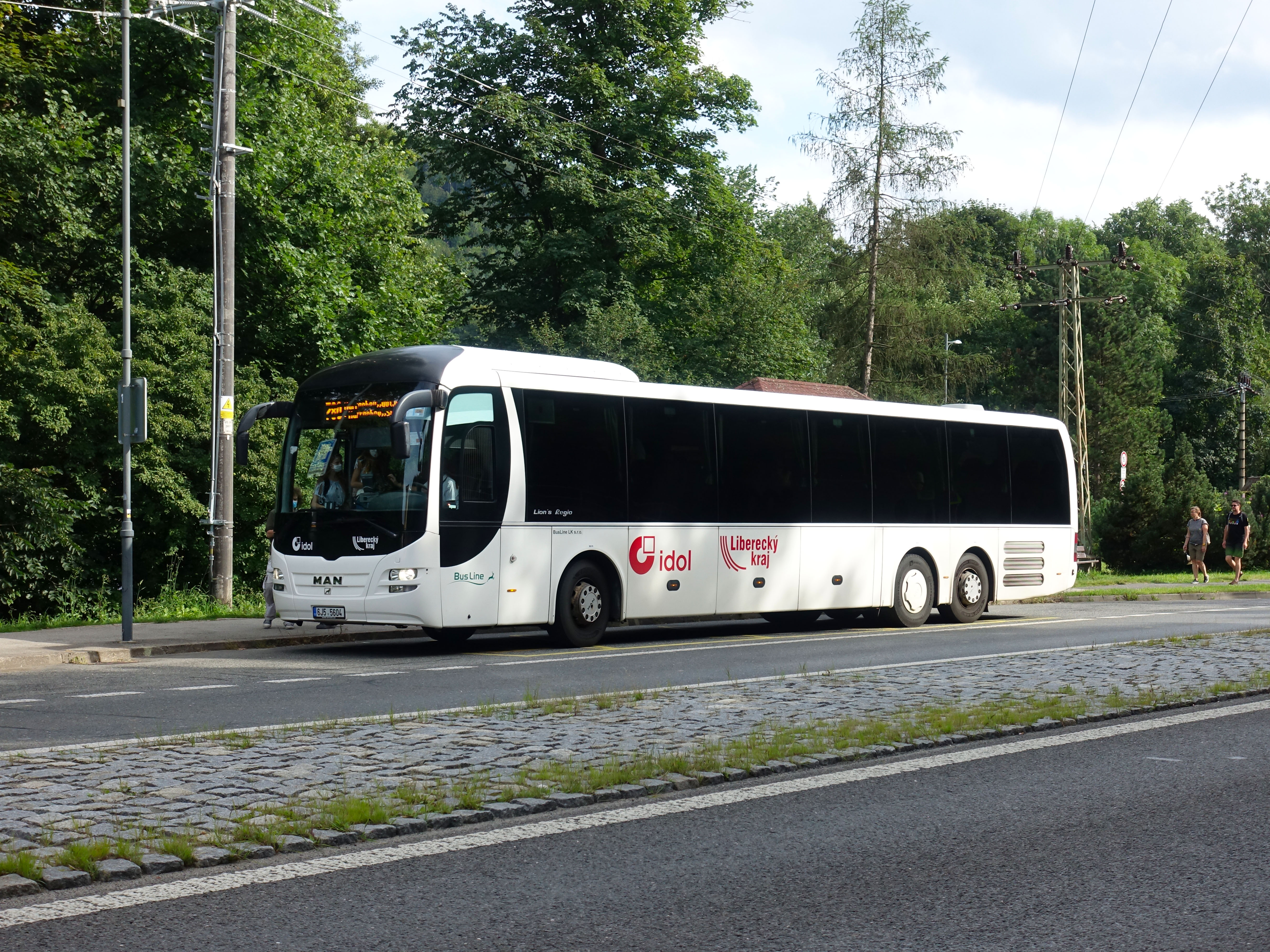
MAN Lion’s Regio na dálkové lince 780

V provozu je 7 dálkových linek, které propojují Liberecký kraj s Prahou. Na tyto linky jsou nasazování především Iveco Crossway PRO, Irisbus Crossway, Iveco Magelys a MAN Lion’s Regio. Autobusy velmi často bývají vybaveny Wi-Fi připojením, klimatizaci a USB sloty pro dobíjení drobné elektroniky.
- 370 Liberec - Turnov - Jičín - Ostroměř - Hořice - Hradec Králové[8][9]
- 780 Rokytnice n. Jiz. - Harrachov - Tanvald - Turnov - Mladá Boleslav - Praha
- 930 Rokytnice n. Jiz. - Vysoké n. Jiz. - Semily - Turnov - Mladá Boleslav - Praha
- 950 Rokytnice n. Jiz. - Vysoké n. Jiz. - Semily - Železný Brod - Turnov - Mladá Boleslav - Praha
- 970 Vítkovice, Horní Mísečky - Jilemnice - Semily - Turnov - Mladá Boleslav - Praha
- 980 Rokytnice n. Jiz. - Jilemnice - Jičín - Sobotka - Mladá Boleslav - Praha
- 981 Rokytnice n. Jiz. - Harrachov - Desná - Tanvald - Jablonec n. Nisou - Praha

### Expresní linky
Mezi expresní linky patří 3 linky. Propojují Litoměřice s Prahou a Jablonec n. Nisou s Prahou s minimálním počtem zastávek. Jezdí zde Iveco Evadys, Iveco Magelys PRO, Iveco Crossway PRO a MAN Lion’s Coach. Autobusy velmi často bývají vybaveny Wi-Fi připojením, klimatizaci a USB sloty pro dobíjení drobné elektroniky.[zdroj?]
- 908 Litoměřice - Terezín - Doksany - Praha[8]
- 909 Litoměřice - Terezín - Dolánky n. Ohří - Doksany - Straškov - Praha (zastávková)
- 190 Jablonec n. Nisou - Praha

### Sezónní linky
BusLine LK zajišťuje provoz na několika sezónních linkách. V letním období nabízí spoj přepravu kol, tzv. cyklobusy, v zimním období naopak přepravu lyžařských potřeb, tzv. skibusy.[zdroj?]

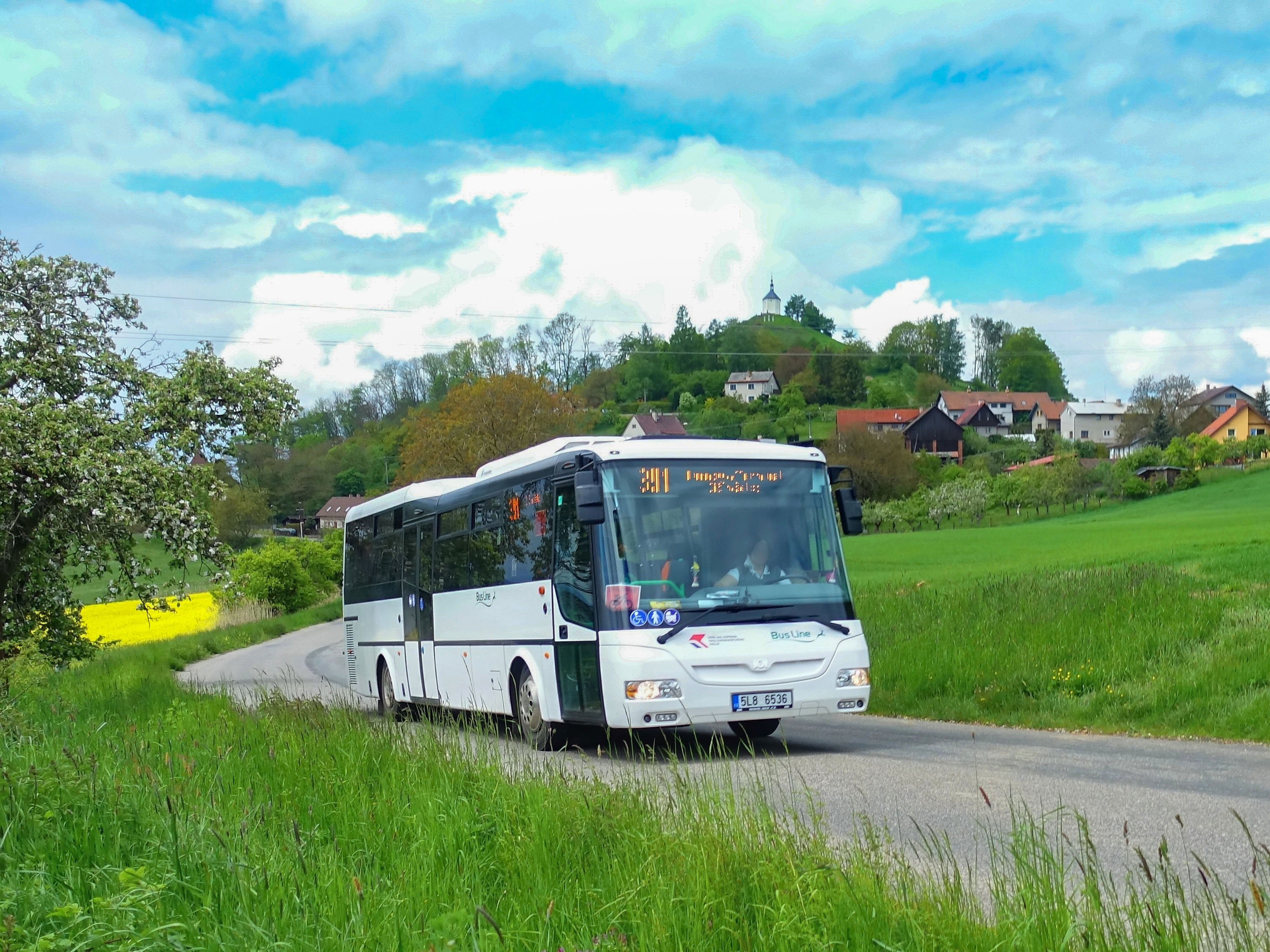
Sezónní cyklobus linky 391 BusLine KHK

#### Letní sezóna
- 391 Turnov - Hrubá Skála - Újezd p. Tr. - Libuň - Holín - Jičín (společně s jičínským střediskem BusLine KHK)[8][9]
- 591 Semily - Chuchelna, Kozákov - Karlovice - Rovensko p. Tr. - Troskovice
- 943 Harrachov - Kořenov
- 947 Jilemnice - Jestřabí v Krk. - Vítkovice
- 990 Harrachov - Rokytnice n. Jiz. - Vítkovice - Jilemnice - Vrchlabí - Svoboda n. Úpou - Pec p. Sněžkou - Malá Úpa
- 991 Martinice v Krk. - Jilemnice - Jestřabí v Krk. - Vítkovice - Vítkovice - Zlaté návrší
- 995 Harrachov - Rokytnice n. Jiz. - Vítkovice - Jilemnice

#### Zimní sezóna
- 992 Jablonec n. Jiz. - Rokytnice n. Jiz.
- 993 Jilemnice - Vítkovice - Horní Mísečky
- 999 Harrachov - Harrachov, Rýžoviště

## Historické autobusy
BusLine LK vlastní 4 historické autobusové veterány, se kterými se účastní různých akcích jako Muzejní noc pod Ještědem v Liberci a Jablonci nad Nisou, Den historických vozidel v České Lípě, Oslavy Ještědu v Liberci, Provoz zubačky v Kořenově, Čertovský autobus atd.:
- Jelcz 041
- Karosa ŠL 11.1307 Turist
- Škoda 706 RTO MTZ
- Karosa LC 736